# ÍF Fuglafjørður
ÍF Fuglafjørður – półprofesjonalny farerski zespół piłkarski pochodzący z miejscowości Fuglafjørður. Swoje mecze rozgrywa na stadionie zwanym Í Fløtugerði. Założono go w 1946 roku.

## Historia

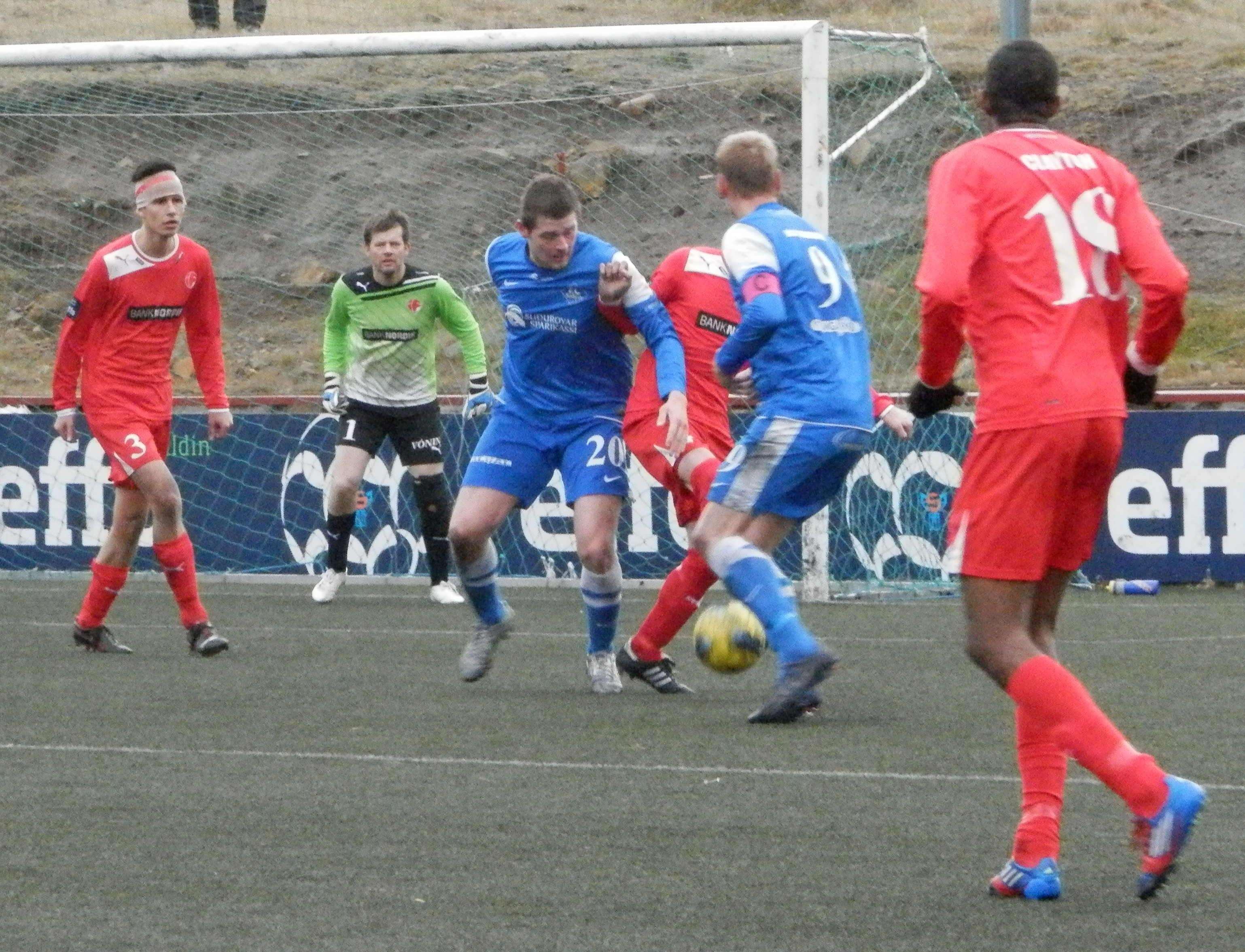
Gracze ÍF Fuglafjørður w meczu przeciwko FC Suðuroy (2012).

ÍF Fuglafjørður założono 25 marca 1946 roku. Początkowo klub rozgrywał swoje mecze w ramach niższych lig, a do pierwszej awansował po raz pierwszy w 1971 roku. Pierwsze sezony zakańczał na ostatnim miejscu, jednak do 1976 roku kluby nie były relegowane do Meðaldeildin. Mistrzostwo Wysp Owczych ÍF Fuglafjørður zdobył tylko raz w sezonie 1979 po jedenastu zwycięstwach i trzech remisach w czternastu meczach. Trzykrotnie po spadku z najwyższej ligi wygrywał rozgrywki niższego szczebla - 1984, 1987, 2003.
W rozgrywkach pucharowych klub pojawił się po raz pierwszy w roku 1974, kiedy przegrał w rundzie wstępnej z HB Tórshavn. Dotychczas ÍF Fuglafjørður nie wygrał żadnego trofeum, był jednak sześciokrotnie finalistą tych rozgrywek, ostatnio w 2011 roku. Nie brał także udziału w rozgrywkach Superpucharu Wysp Owczych.
Trzykrotnie ÍF Fuglafjørður brał udział w rozgrywkach Ligi Europy, zawsze przegrywając w pierwszej rundzie kwalifikacyjnej.

## Sukcesy

### Krajowe
- Mistrzostwa Wysp Owczych (1x): 1979
- Puchar Wysp Owczych:
  - Finalista (6x): 1975, 1982, 1987, 2005, 2010, 2011
- Mistrzostwo 1. deild (3x): 1984, 1987, 2003

### Indywidualne
- Król strzelców (1x):
  - 2012 - Clayton Nascimento
- Gracz roku (1x):
  - 2012 - Clayton Nascimento[5]
- Bramkarz roku (1x):
  - 2012 - Jákup Mikkelsen[5]
- Napastnik roku (1x):
  - 2012 - Clayton Nascimento[5]
- Trener roku (1x):
  - 2012 - Flemming Christensen[5]
  - 2013 - Albert Ellefsen[6]

## Poszczególne sezony
Objaśnienia:
1. Zmiana nazwy na Formuladeildin ze względu na sponsora - Formula.
2. Zmiana nazwy na Vodafonedeildin ze względu na sponsora - Vodafone.
3. Zmiana nazwy na Effodeildin ze względu na sponsora - Effo.

## Obecny skład
Stan na 1 kwietnia 2016
| Nr | Poz. | Piłkarz                    |
| -- | ---- | -------------------------- |
| 13 | BR   | Hallgrím Hansen            |
| 15 | BR   | Oliver Korch               |
| 80 | BR   | Tóri Traðará               |
| 2  | OB   | Gunnar Christiansen        |
| 3  | OB   | Poul Nolsøe Mikkelsen      |
| 4  | OB   | Alex José dos Santos       |
| 5  | OB   | John Daniel Guðjónsson     |
| 14 | OB   | Dánjal Pauli Højgaard      |
| 27 | OB   | Margeir Toftegaard         |
| 37 | OB   | Jan Ellingsgaard (kapitan) |
| 1  | PO   | Andrias Poulsen            |

| Nr | Poz. | Piłkarz             |
| -- | ---- | ------------------- |
| 6  | PO   | Karl Løkin          |
| 7  | PO   | Dánjal á Lakjuni    |
| 8  | PO   | Bogi Petersen       |
| 17 | PO   | Leivur Joensen      |
| 23 | PO   | Andy Olsen          |
| 28 | PO   | Hanus Eliasen       |
| 9  | NA   | Kristoffur Jakobsen |
| 10 | NA   | Ari Ellingsgaard    |
| 18 | NA   | Clayton Nascimento  |
| 30 | NA   | Adeshina Lawal      |

## Dotychczasowi trenerzy
Następujący trenerzy prowadzili dotąd klub ÍF Fuglafjørður:
Stan na 2 kwietnia 2016
| Lp. | Imię i nazwisko        | Okres urzędowania | Okres urzędowania |
| --- | ---------------------- | ----------------- | ----------------- |
| 1.  | Örn Eyólvsson          | 1974              | ?                 |
| 2.  | Ken Wibberley          | 1977              | lipiec 1978       |
| 3.  | Petur Sigurð Rasmussen | lipiec 1978       | 1979              |
| 4.  | Ronny Gunnarsson       | 1979              | ?                 |
| 5.  | Sveinbjørn Danielsson  | 1982              | ?                 |
| 6.  | Petur Simonsen         | 1985              | 1986              |
| 7.  | Bobby Bolton           | 1986              | 1989              |
| 8.  | Páll Guðlaugsson       | 1989              | 1992              |
| 8.  | Abraham Løkin          | 1989              | 1992              |
| 9.  | John Sigurð Joensen    | 1992              | 1993              |
| 10. | Meinhardt Dalbúð       | 1993              | 1995              |
| 11. | Sonni Jensen           | 1995              | 1996              |
| 12. | Petur Simonsen         | 1996              | 1998              |
| 13. | Piotr Krakowski        | 1998              | 2000              |
| 14. | Petur Mohr             | 2000              | 2001              |
| 15. | Pauli Jarnskor         | 2001              | 2003              |
| 16. | Sigfríður Clementsen   | 2003              | 2004              |
| 17. | Sigfríður Clementsen   | 2004              | 2005              |
| 17. | Petur Mohr             | 2004              | 2005              |
| 18. | Petur Simonsen         | 2005              | lipiec 2006       |
| 19. | Jón Simonsen           | lipiec 2006       | 2008              |
| 20. | Roy Róin               | 2008              | kwiecień 2008     |
| 21. | Dave Jones             | kwiecień 2008     | sierpień 2008     |
| 22. | Albert Ellefsen        | sierpień 2008     | grudzień 2008     |
| 23. | Jón Simonsen           | grudzień 2008     | lipiec 2009       |
| 24. | Jón Simonsen           | lipiec 2009       | 2010              |
| 24. | Abraham Løkin          | lipiec 2009       | 2010              |
| 25. | Abraham Løkin          | 2010              | czerwiec 2011     |
| 26. | Símun Eliasen          | czerwiec 2011     | listopad 2011     |
| 26. | Rúni Nolsøe            | czerwiec 2011     | listopad 2011     |
| 27. | Flemming Christensen   | listopad 2011     | listopad 2012     |
| 28. | Albert Ellefsen        | listopad 2012     | listopad 2014     |
| 29. | Aleksandar Jovević     | listopad 2014     | wrzesień 2015     |
| 30. | Jákup Mikkelsen        | wrzesień 2015     | październik 2015  |
| 31. | Jógvan Martin Olsen    | październik 2015  |                   |

## Statystyki
- Liczba sezonów w najwyższej klasie rozgrywkowej: 32 (1971–1982, 1985, 1888–1889, 1993–1994, 1996–1999, 2004–2006, 2008-nadal)[2]
- Pierwsze zwycięstwo w najwyższej klasie rozgrywkowej: 29 sierpnia 1971 ÍF Fuglafjørður – TB Tvøroyri 2:1[20]

## Europejskie puchary
Legenda do wszystkich tabel:
- Q – runda eliminacyjna, 1/16, 1/8, 1/4, 1/2 – odpowiednia faza rozgrywek, Grupa – runda grupowa, 1r gr – pierwsza runda grupowa, 2r gr – druga runda grupowa, F – finał, R – runda, PO – play-off
- k. – rzuty karne, los. – losowanie, Dogr. – dogrywka, w. – zasada bramek strzelonych na wyjeździe

| Sezon   | Rozgrywki   | Runda | Klub                 | Dom | Wyjazd | Ogólnie |
| ------- | ----------- | ----- | -------------------- | --- | ------ | ------- |
| 2011/12 | Liga Europy | 1Q    | Reykjavíkur          | 1–3 | 1–5    | 2–8     |
| 2013/14 | Liga Europy | 1Q    | Linfield             | 0–2 | 0–3    | 0–5     |
| 2014/15 | Liga Europy | 1Q    | Myllykosken Pallo-47 | 0–0 | 0–1    | 0–1     |